# Jan Libštejnský z Kolovrat
Jan Libštejnský z Kolovrat (německy Johann Kolowrat von Liebsteinsky, 18. prosince 1552 Starosedlský Hrádek – 14. září 1616 asi Praha) byl český šlechtic a dvorní komorník z rodu Libštejnských z Kolovrat. Zastával několik vysokých dvorních úřadů, mj. byl stolníkem a číšníkem svého strýce arcivévody Ferdinanda II. Tyrolského, následně pak stájníka a osobního důvěrníka císaře Rudolfa II., kterému sloužil od roku 1598 až do Rudolfovy smrti v roce 1612.

## Život

### Původ a vzdělání
Pocházel ze staročeského šlechtického rodu Kolowratů. Narodil se na zámku Starosedlský hrádek nedaleko Příbrami ve středních Čechách. Jeho rodiči byli Albrecht Libštejnský z Kolovrat a Benigna z Kolovrat, rozená Welserová, sestra Filipíny Welserové, která byla manželkou tyrolského vládce (okněžněného hraběte) arcivévody Ferdinanda II. V osmi letech se dostal na dvůr svého strýce, v roce 1562 se s ním pak zúčastnil korunovace císaře Maxmiliána II. v Prešpurku (Bratislavě). Tam jej jezdec Andreas Teussel svěřil do péče královského stájmistra Pernštejna, který jej doprovázel ke dvoru ve Vídni, kde pak jako urozený panoš sloužil císaři. V roce 1567 získal spolu se syny císaře Matyášem, Maxmiliánem, Albrechtem a Václavem soukromé školní vzdělání. Po dokončení studií odcestoval v roce 1571 s arcivévody Rudolfem a Arnoštem do Španělska, kde pobyl další čtyři roky. Poté se vrátil do Rakouska, kde sloužil tři roky jako dvorní stolník (1575–1578) v Innsbrucku, dva roky pak jako dvorní číšník (1578–1580).

### Pozdější životní cesta

Svatební průvod Kolowratů

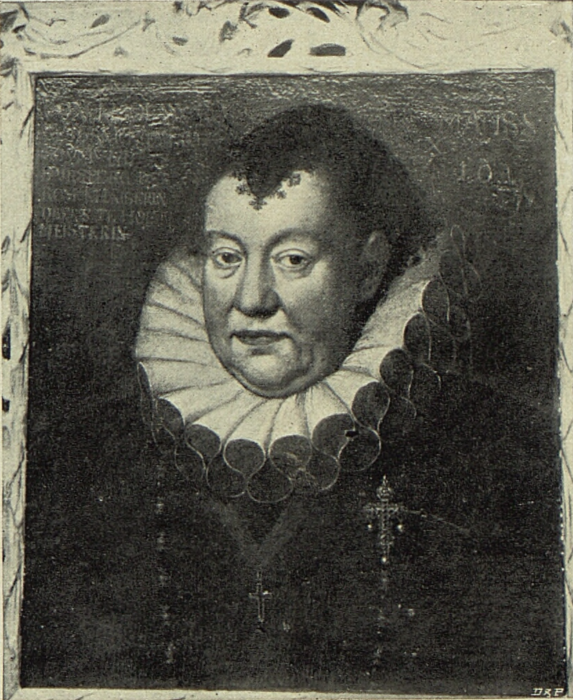
Choť Kateřina Libštejnská z Kolovrat ve vyšším věku

V roce 1578 ho jeho strýc arcivévoda Ferdinand II. zasnoubil s bohatou tyrolskou šlechtičnou baronkou Kateřinou z Boymontu a Payrsbergu (1562–1618). Okázalá svatba, kterou arcivévoda osobně zorganizoval včetně turnaje, je předána v akvarelových mědirytinách, tzv. Kolovratském kodexu. Jako svatební dar od císaře Rudolfa II. obdržel novomanželský pár od svobodného pána z Wolkensteinu pozlacený pohár. Z domluveného manželství, které podle všeho dopadlo šťastně, vzešli čtyři synové a dcera. Jeho strýc Karel Welser zemřel v roce 1587, jako spoludědicové získali on a jeho bratr Jaroslav třetinu z dědictví 12 000 zlatých.
Byl důvěrníkem svého vrstevníka císaře Rudolfa II., kterého znal z mládí. V roce 1598 jej nechal císař povolat na svůj dvůr na Pražském hradě. Sloužil zde 18 let jako komorník, v letech 1604 až 1606 jako správce a posledních devět let jako štolba. V roce 1615 preventivně odkázal celé své jmění své manželce Kateřině. 
Zemřel dne 14. září 1616 a místo posledního odpočinku našel v kolegiátním kostele Strahovského kláštera.

## Potomstvo
Z manželství s Kateřinou z Boymontu a Payrsbergu se narodily následující děti:
1. Ferdinand Vilém (1581–1659), jezuita v Innsbrucku a v Praze
2. Benigna Kateřina (nar. 1582); 1. ⚭ Kryštof Popel z Lobkovic († 1613); 2. ⚭ baron Johann z Wolkensteinu-Rodeneggu (1585–1649)
3. Albrecht (1583–1648); ⚭ Sabina Viktorie z Wolkensteinu (1596–1684)
4. Jan Jiří (1584–1610), kanovník v Řezně a Vratislavi, kanovník v Pasově
5. Ondřej Karel (1586–1603)

Jeho vnuky byli mj. diplomat, rada nad apelacemi a místodržící Českého království hrabě František Karel Libštejnský z Kolovrat a pražský arcibiskup hrabě Jan Vilém Libštejnský z Kolovrat.